# Crosbyarachne bukovskyi
Espèce
Synonymes
- Tapinocyba korgei Wunderlich, 1995

Crosbyarachne bukovskyi est une espèce d'araignées aranéomorphes de la famille des Linyphiidae.

## Distribution
Cette espèce se rencontre en Turquie, en Russie en Ciscaucasie et en Ukraine.

## Description
La carapace du mâle holotype mesure 0,655 mm de long sur 0,475 mm et l'abdomen 0,64 mm de long sur 0,46 mm.
Le mâle décrit par Gnelitsa en 2009 mesure 1,37 mm.

## Systématique et taxinomie
Cette espèce a été décrite par Charitonov en 1937.
Tapinocyba korgei a été placée en synonymie par Gnelitsa en 2009.

## Étymologie
Cette espèce est nommée en l'honneur de V. J. Bukovsky. 

## Publication originale
- Charitonov, 1937 : « Contribution to the fauna of Crimean spiders. » Festschrift Prof. Dr. Embrik Strand, vol. 3, p. 127-140.